# 第七三二海軍航空隊
第七三二海軍航空隊（だい732かいぐんこうくうたい）は、日本海軍の部隊の一つ。蘭印防衛を主眼とした陸上攻撃機部隊として、大東亜戦争後期に爆撃・攻撃・偵察行動に従事した。

## 沿革
東蘭印方面からオーストラリアの要衝ダーウィン方面の爆撃任務を担っていた第七五三海軍航空隊は、再編作業を行う暇もなく、開戦以来セレベス島のケンダリ飛行場に拘束されていた。しかし1943年（昭和18年）後半には戦力も低下してきたため、七五三空に代わる部隊への交代が望まれるようになった。そこで新たに編成されたのが七三二空である。十分な練成期間を確保し、1944年（昭和19年）春の実戦投入をもくろんだ。しかしイギリス海軍東洋艦隊の増強に対応するため、練成未了のまま西蘭印戦線に投入された。
- 昭和18年（1943年）

10月1日　大分飛行場を原隊として豊橋飛行場で開隊（定数：一式陸上攻撃機36機）。南西方面艦隊第十三航空艦隊直率、即日練成開始。
11月19日　先発基地要員をシンガポールに派遣。
12月1日　マレー半島アウエルタウエル飛行場に向け、先発隊31機、豊橋発。12日着、練成を継続。
- 昭和19年（1944年）

2月下旬　ベンガル湾沿岸のイギリス軍軍港への機雷投下敷設作業の準備に着手。
3月26日　敵機動部隊、パラオ諸島に接近。迎撃のためケンダリに進出。ベンガル湾敷設作戦破棄。
3月31日　前日のパラオ大空襲を受け、ミンダナオ島ダバオ飛行場に移動命令。
4月9日　進出先をダバオよりデゴス飛行場に変更、12日デゴスへの移動完了。
4月23日　前日のホーランディア地上戦開始を受け、3日連続で救援爆撃を10機で敢行（Z1作戦）。8機喪失。
4月27日　Z1作戦中止、デゴスに帰還。
5月5日　第一航空艦隊第二十三航空戦隊を新編、編入。
5月10日　デゴスに12機を残し、ニューギニア島西端のソロン飛行場に進出。
5月11日　ソロン派遣隊、8機でホーランディアを爆撃、到達は5機。
5月13日　第二次ホーランディア爆撃に6機で向かうが、全機引き返し。
5月14日　ホーランディア救援作戦中止。ソロン派遣隊はデゴスに帰還。
5月17日　「あ号作戦」発令、展開準備を開始。
5月27日　「第一次渾作戦」発動。ハルマヘラ島ワシレ飛行場に進出。
5月29日　10機で対艦攻撃を敢行、戦果なし・4機喪失。
5月31日　7機で対艦攻撃を敢行、戦果なし・1機喪失。
6月3日　3機でオウイ島の敵キャンプを爆撃。第一次渾作戦中止。
6月5日　第二次渾作戦発動。2機でワクデ島を夜間爆撃（七三二空最後の出撃）。稼動機払底。
7月10日　解隊。
練成未了の状態を挽回できないまま、渾作戦に全力投入されて壊滅した。解散後は乙飛行隊の濠北海軍航空隊地上要員に取り込まれたが、濠北空も終戦まで持たず、1945年（昭和20年）5月に解散している。豊橋で練成中の要員は、以後に編成された第七六三海軍航空隊などの要員に振り向けられた。

## 主力機種
- 一式陸上攻撃機

## 歴代司令
- 三代辰吉（昭和18年10月1日－昭和19年7月10日解隊）